# Egidius van Trier de Tiège
Egidius Hendrik Jozef van Trier de Tiège (Antwerpen, 1 maart 1755 - 30 september 1833) was een Zuid-Nederlands edelman en politicus.

## Biografie
Egidius van Trier was een zoon van Pierre van Trier en Jeanne-Petronille van Vlimmeren. Zijn vader was licentiaat in de rechten, heer van Meulenberg en Brandt en schepen van Antwerpen.
Hij was heer van Meulenberg en promoveerde tot licentiaat in de rechten. Hij trouwde in 1785 in Brussel met Cathérine de Marcq de Tiège (°1748), vrouwe van Tiège, en hertrouwde in 1805 met Marie-Jeanne de l'Escaille (1762-1831), dochter van Gabriel de l'Escaille, burgemeester van Tienen.
Hij werd schepen van Antwerpen en schout van Lier onder het ancien régime. Onder het Franse keizerrijk werd hij lid van het Corps législatif en onder het Verenigd Koninkrijk der Nederlanden lid en gedeputeerde van de Provinciale Staten van Antwerpen. Hij was tussen 1832 en 1833 enkele maanden gouverneur ad interim van Antwerpen.
In 1818, onder het het Verenigd Koninkrijk der Nederlanden, werd hij erkend in de erfelijke adel met de titel ridder, overdraagbaar bij eerstgeboorte.
Uit zijn eerste huwelijk had hij een dochter, Julienne de Trier de Tiège (1788-1828), grootmoeder van Alexandre de Browne de Tiège. Met de dood van Egidius doofde de familie uit.